# ロッシ・デ・パルマ
ロッシ・デ・パルマ（Rossy de Palma、1964年9月16日 - ）はスペイン・パルマ・デ・マヨルカ出身の女優。ペドロ・アルモドバル作品の常連。

## 略歴
歌手としてマドリードのカフェで歌っていたところ、ペドロ・アルモドバルに見出され、アルモドバル作品に出演するようになる。
2007年にはフランスの企業から香水を発表している。

## 主な出演作品
- 欲望の法則 La Loi du désir (1987)
- 神経衰弱ぎりぎりの女たち Mujeres al borde de un ataque de nervios (1987)
- アタメ ¡Átame! (1990)
- サム・サフィ Sam suffit (1992)
- キカ Kika (1993)
- プレタポルテ Prêt-à-Porter (1994)
- 私の秘密の花 La Flor de mi secreto (1995)
- 踊るのよ、フランチェスカ!  Franchesca Page (1997)
- La Femme du Cosmonaute (1998) TV5MONDE放映題「宇宙飛行士の妻」
- セクシュアル・イノセンス The Loss of Sexual Innocence (1999)
- ル・ブレ Le Boulet (2002)
- People (2004) DVDスルー題「ピープル」
- ダブルオー・ゼロ Double Zéro (2004)
- 20センチ! 20 centímetros (2005)
- 抱擁のかけら Los abrazos rotos (2009)
- Une heure de tranquillité (2014)
- Julieta (2016)
- ホワイト・プリンセス エリザベス・オブ・ヨーク物語 The White Princess (2017)
- マダムのおかしな晩餐会 Madame (2017)
- テリー・ギリアムのドン・キホーテ The Man Who Killed Don Quixote (2018)

## 参照
1. ↑  État Libre d'Orange Rossy de Palma Eau de Protection, Noel au Balcon ~ new fragrances